# Basilica di San Michele Arcangelo (Piano di Sorrento)
La basilica di San Michele Arcangelo è una basilica minore di Piano di Sorrento, situata nel centro storico: edificata nel IX secolo, è stata ricostruita nel XV secolo ed è sede parrocchiale.

## Storia
La chiesa venne edificata nel IX secolo: infatti doveva già esistere nel periodo compreso tra il 913 ed il 917 come testimoniato in alcuni documenti che attestano la visita del vescovo Leopardo; questa venne costruita su un antico tempio romano, probabilmente dedicato a Minerva, o su una necropoli: durante i lavori di ripavimentazione nel 1886 venne rinvenuta un'urna funeraria di epoca romana, oltre ad un bassorilievo effigiante Gesù crocifisso, di epoca bizantina. Venne quindi ricostruita nel 1405, diventando parrocchia nel 1451; la chiesa subì notevoli danni a causa del terremoto del 1688, che provocò il crollo del campanile, della cupola e parte della navata e della facciata: iniziarono quindi i lavori di restauro che terminarono con la riconsacrazione da parte del vescovo Ludovico Agnello Anastasio nel 1726. Nel 1914 fu elevata a basilica minore da papa Benedetto XV.

## Descrizione

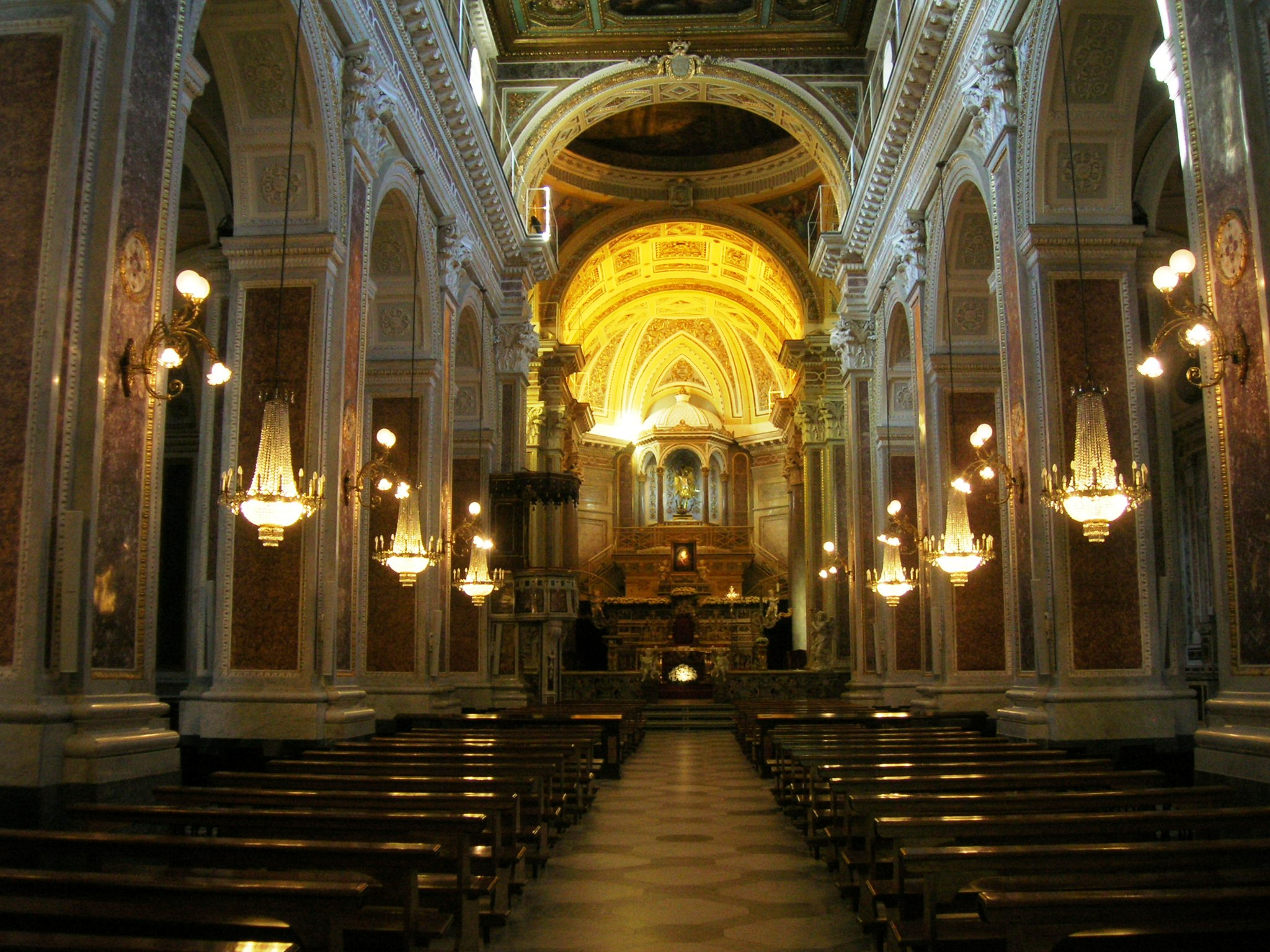
L'interno

L'accesso alla chiesa è dato da un'ampia scala in pietra; la facciata è in stile barocco: divisa verticalmente in tre scomparti da due colonne capitellate, nella parte centrale presenta il portale d'ingresso del XVI secolo, con porte in bronzo di Alessandro Romano con bassorilievi di Arcangeli, della Trinità ed altri personaggi, e nella parte superiore è l'affresco di San Michele che scaccia satana; nei due scomparti laterali invece sono presenti due portali più piccoli, sormontati da due ovali, utilizzati come pozzi di luce. Una trabeazione divide la parte inferiore della facciata da quella superiore: questa termina a timpano e presenta nell'edicola centrale decorazioni a stucco.
Internamente la chiesa è croce latina, divisa in tre navate e pavimentata in marmo, che ha sostituito nel XVIII secolo quella precedente; l'intero ambiente è illuminato da otto finestroni: il soffitto della navata centrale è a cassettoni nel quale sono inserite sette tele, tutte raffiguranti scene della vita di san Michele, di cui però non si conosce con precisione l'autore, in quanto secondo alcuni potrebbe trattarsi di Girolamo Imparato, e per altri o Francesco Solimena o Paolo De Matteis, mentre di due, ossia quella di San Michele che appare in sogno al vescovo di Siponto e l'Apparazione di san Michele sul Gargano, grazie alla firma apposta su di esse, si è risalto a di R. De Crescenzo. Il soffitto termina sulla crociera con una finta cupola il cui affresco, sempre raffigurante san Michele, è stato realizzato nel 1729 da Francesco Saraceni. 

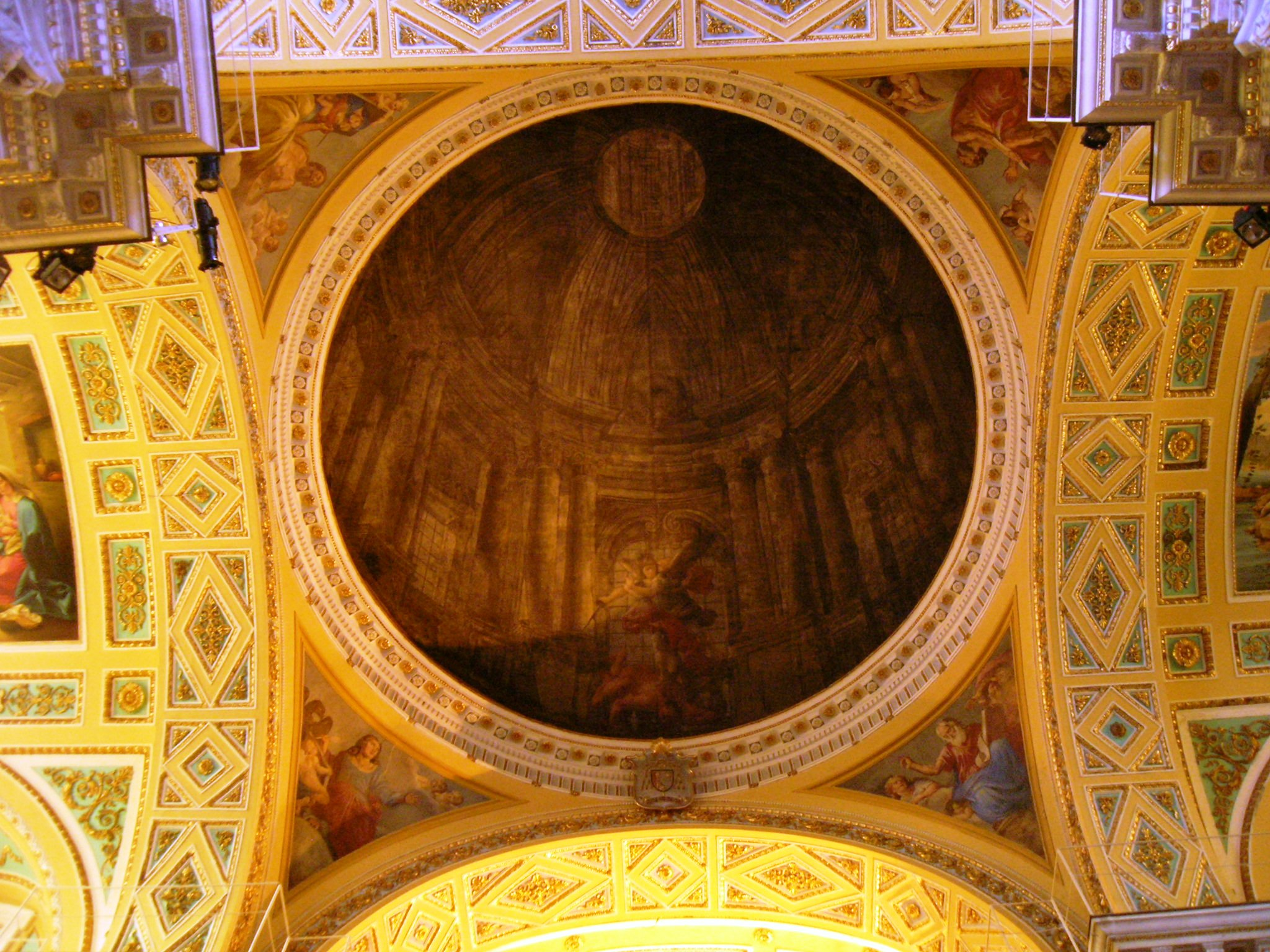
La finta cupola con affresco di Francesco Saraceni

Lungo le due navate laterali si aprono diverse cappelle; a sinistra la cappella di patronato delle famiglie Cota e Cafiero con tavola della Madonna del Soccorso tra nembi di angeli di Fabrizio Santafede, risalente al XVI secolo, oltre ad una pietra tombale del 1618, la cappella dell'Hecce Homo, con omonima scultura e altare, entrambi del XVIII secolo, la cappella del Sacro Cuore di Gesù, la cappella della Madonna delle Grazie e due cappelle di patronato della famiglia Maresca, una con una tela di Ippolito Borghese, raffigurante la Caccia di Sant'Eustachio e l'altra con una tela di Giuseppe Cesari con soggetto la Deposizione di Cristo: dalla navata sinistra si ha anche l'accesso alla sacrestia, con volta a botte e tre tele, ossia la Peste del 1656 di Giuseppe Castellano, la Madonna della Neve della scuola di Giovanni Bellini e San Tommaso che tocca il costato a Gesù di Pacecco De Rosa. Lungo la navata di destra invece è la cappella dei Marinai, con la statua di santa Maria di Trapani ed una statua, posta in una nicchia, di sant'Antonino, opera di Vincenzo D'Adamo, la cappella di patronato della famiglia Lauro, con tela della Madonna del Carmine e san Francesco da Paola, attribuita alla scuola di Mattia Preti, la cappella di patronato della famiglia Maresca e Serracapriola, la quale conserva una tela attribuita a Giacomo di Castro, del XVI secolo, ritraente la Madonna con Bambino, San Francesco e Santo Stefano ed un altare del 1606, la cappella della famiglia Mastellone, con statua della Vergine Addolorata e statua in legno del Cristo morto, posto al di sotto dell'altare, protetto da un'antica grata proveniente dal convento delle monache di clausura di Santa Maria della Misericordia; seguono quindi la cappella del Santissimo Rosario con altare in marmo del 1577 e tela di Francesco Solimena della Madonna che porge il rosario a San Domenico, la quale era attorniata da quindici quadretti rappresentati i misteri del Rosario, rubati e sostituiti il 25 marzo 1979, ed infine la cappella della famiglia Massa con altare con balaustra del XV secolo e un trittico del 1587 di Marco dal Pino che rappresenta la Crocifissione con Santa Caterina d'Alessandria e Sant'Antonio Abate ed ai lati le statue di san Vincenzo Ferreri e sant'Antonio da Padova, più una lapide del 1393 in memoria del beneficiario Pandolfo Massa.
Il presbiterio è protetto da una balaustra in marmo del XVIII secolo, opera di Giambattista Antonini, costato circa duemilacinquecento ducati, sul quale poggiano quattro angeli in marmo di Carrara della scuola di Gian Lorenzo Bernini; anche l'altare maggiore è stato realizzato da Antonini, è del 1705 e contenente le reliquie dei santi Giocondino e Felice: nella zona absidale è posta la statua in legno di gelso, laminata in oro e argento, dello scultore Giuseppe Maresca, raffigurante san Michele; ai lati, due affreschi di Achille Jovine, che ritraggono la Strage dell'esercito di Sennacherib e San Michele contro Lucifero. Completano la chiesa un pulpito in marmo del 1778 di Vincenzo D'Adamo, un coro in legno di noce, un organo a canne del 1642, diverse volte ristrutturato e posto sulla cantoria sul fondo della struttura, due acquasantiere del XVIII secolo ed un fonte battesimale in marmo del 1766.
Esternamente è il campanile; risalente al XVI secolo, venne ricostruito dopo il terremoto del 1688: ha una pianta quadra e diviso in tre ordini, di cui l'ultimo, nel quale si aprono su ogni lato una monofora, adibito a cella campanaria.